# Casio HL-805
Calculadora CASIO HL-805, fabricada en Japón en los años 1980, es una calculadora electrónica digital   de bolsillo que realiza las operaciones básicas de aritmética, que en la actualidad ya no se fabrica.
La representación de los números se hace con 8 dígitos en coma flotante, no admite representación en notación científica.
Las operaciones se realizan en el mismo orden en el que se teclean, sin preferencia de unas operaciones sobre otras.
Al pulsar una operación la operación anterior se realiza y sobre ese resultado se realiza la nueva operación.
5+1÷3 = 2
Correspondiendo al modelo de calculadora aritmética de bolsillo común, y se puede tomar como referencia para este tipo de calculadoras.

## Características técnicas
Dimensiones: 21mm de alto, 75,5 mm de ancho y 130 mm de largo. Peso: 117 g, pilas incluidas.
Funciona con dos pilas AA. Consumo energético: 0,00029 W
Temperatura ambiente de trabajo: de 0 a 40 °C.
Pantalla de cristal líquido.
Componente principal: Circuito integrado CMOS-LSI.   
La calculadora se comercializó con la carcasa en dos tonos de beis, uno oscuro y otro muy claro.
|  |  |

## Apagado automático
Si la calculadora esta conectada y no se utiliza en tiempo de unos 10 minutos se desconecta automáticamente, para proteger la batería, para conectarla de nuevo pulsar la tecla AC.

## Teclado
Interruptor de encendido apagado, situado en la parte superior izquierda del costado de la calculadora, permite encendido/apagado, (ON/OFF) del aparato.
La calculadora dispone de 23 tecla:
Los dígitos del 0 al 9.
|  |  |  |  |  |  |  |  |  |  |
El punto decimal.
|  |
Las operaciones: suma, resta, multiplicación y división.
|  |  |  |  |
La tecla de igual para obtener los resultados.
|  |
La tecla de porcentaje para los resultados de porcentaje.
|  |
La tecla de la operación raíz cuadrada.
|  |
La tecla de borrado simple C.
|  |
La tecla de borrado total AC.
|  |
Memoria:
Sumar a la memoria.
|  |
Restar a la memoria.
|  |
Recuperar la memoria.
|  |

## Pantalla
En la pantalla de cristal líquido se pueden representar ocho dígitos decimales, el punto decimal donde corresponda, el signo menos en su caso, la indicación de la operación en curso, la letra M si hay un valor en memoria, la letra K si se está operando con una constante y la letra E si se ha producido un error por desbordamiento.

## Cálculos
Con la calculadora desconectada, la pantalla estará en blanco, ver la imagen de la derecha.
Al conectarla con el interruptor situado en la parte superior del costado izquierdo, interruptor (ON/OFF), el aspecto de la pantalla es el de la imagen de la derecha, quedando en condiciones de realizar operaciones.

### Cálculos simples
Primero veremos como se pueden realizar cálculos de una sola operación, cálculos simples.

#### Suma
Para realizar una suma, por ejemplo: 26 + 12, primero tecleamos el primer operador: 26.
Después pulsamos la operación sumar, podemos ver que esta operación queda indicada en la pantalla con una marca debajo de la operación +.
Y se teclea el segundo operador: 12, el signo de la suma sigue marcado en la pantalla.
Para realizar la operación se pulsa la tecla = y en la pantalla aparece el resultado, en este caso: 26 + 12 = 38.

#### Resta
Para realizar una resta, por ejemplo: 26 - 8, primero se teclea el primer operados, en este caso 26.
Se pulas la operación, en este caso la resta, la operación se indica en la pantalla.
Tecleamos el segundo operador, el 8.
Pulsando la tecla = se realiza la resta. En este caso: 26 - 8 = 18.

#### Multiplicación
Para realizar una multiplicación, por ejemplo: 14 * 12, primero teclearemos el primer operando el 14.
En segundo lugar pulsamos la operación multiplicar. La operación pulsada se indica en la pantalla.
En tercer lugar tecleamos el segundo operador, en este caso el 12.
En cuarto lugar y por último pulsamos la tecla =, para obtener el resultado, en este caso: 14 * 12 = 168.

#### División
Igual que en los casos anteriores podemos realizar la operación división, como ejemplo podemos realizar la división: 53/9.
En primer lugar tecleamos el primer operador el 53.
En segundo lugar pulsamos la tecla de la operación división.
En tercer lugar tecleamos el segundo operador el 9.
En cuarto lugar y por últimos pulsamos la tecle = para obtener el resultado de la división.
En este caso 53 ÷ 9 = 5.8888888 el resultado decimal se presenta con ocho cifras, como se ve en la pantalla.

#### Raíz cuadrada
La raíz cuadrada solo tiene un operando y no se indica en pantalla, para obtener la raíz de dos, por ejemplo.
Primero se teclea el 2.
Después se pulsa la operación raíz cuadrada, y la calculadora muestra en pantalla el resultado.

### Cálculos sucesivos
La sucesión de operaciones que se realizan sobre el resultado de un cálculo anterior, la calculadora HL-805 siempre que se pulsa una nueva operación realiza la operación pendiente y sobre este resultado realiza la operación siguiente.
Si al valor 12.
le sumamos.
siete.
restamos.
diez.
que multiplicamos.
por siete.
y dividimos.
por cinco.
al pulsar el igual tenemos el resultado final.
En esta secuencia de operaciones puede verse que al pulsar una operación, la operación anterior se realiza y sobre este resultado se realiza la operación siguiente.
El realizar operaciones sobre valores numéricos sin un criterio de redondeo presenta algunos problemas, que son propios de las primeras generaciones de calculadoras, por ejemplo podemos ver este caso:
La operación:
{\displaystyle {\cfrac {1}{3}}\;3=1}
Da como resultado uno, pero al realizar las operaciones, tenemos:
para uno.
dividido.
entre tres.
multiplicado.
por tres.
da como resultado.
Obviamente la calculadora trabaja solo con el número de dígitos de la pantalla y no tiene un criterio de redondeo.
Del mismo modo:
{\displaystyle {\cfrac {2}{3}}\;3=2}
Da como resultado dos, pero al realizar las operaciones, tenemos:
para dos.
dividido.
entre tres.
multiplicado.
por tres.
da como resultado.
Esto mismo se repite para toda división que de un resultado periódico, en las calculadoras aritméticas sin procedimiento de redondeo para números decimales de más cifras de los presentados en pantalla y que el usuario ha de tener en cuenta.